# Geografia da Polônia
Localizada na Europa Central, a Polônia é um país diversificado em termos de geografia, com uma variedade de características naturais que influenciam sua paisagem, clima e biodiversidade.

## Relevo
Características do relevo polonês:
1. Planícies Centrais: A maior parte da Polônia é composta por vastas planícies que se estendem de norte a sul. As Planícies Centrais, que incluem as regiões da Grande Planície da Polônia e da Pequena Planície da Polônia, abrangem a maior parte do país. Essas planícies são caracterizadas por solos férteis e são o coração agrícola da Polônia, onde a maior parte da produção agrícola do país é cultivada.
2. Montanhas: Apesar de suas vastas planícies, a Polônia também possui áreas montanhosas notáveis. Os Montes Cárpatos, localizados no sul do país, fazem parte da cordilheira dos Cárpatos, que se estende pela Europa Central e Oriental. Os Montes Tatra, uma das cordilheiras mais altas dos Cárpatos, são conhecidos por suas paisagens deslumbrantes e são uma importante atração turística e destino de recreação ao ar livre.
3. Planaltos e Colinas: Além das planícies e montanhas, a Polônia possui uma série de planaltos e colinas, especialmente nas regiões do sul e leste do país. Os Planaltos da Pequena Polônia, por exemplo, são uma região montanhosa suave que se estende ao longo da fronteira com a Eslováquia. Estas áreas são caracterizadas por belas paisagens naturais, incluindo vales, florestas e lagos.
4. Áreas Costeiras: A Polônia possui uma extensa costa ao longo do Mar Báltico, que se estende por cerca de 528 quilômetros. Esta área costeira é caracterizada por praias arenosas, dunas e falésias calcárias. As cidades costeiras, como Gdansk, Gdynia e Sopot, são importantes centros econômicos, culturais e turísticos, e desempenham um papel vital na economia do país.

## Hidrografia
A Polônia possui uma rede extensa de rios e lagos, que desempenham um papel crucial na hidrografia e ecologia do país. O rio Vístula, o mais longo da Polônia, é uma importante via navegável e fonte de água doce. Além disso, o país possui inúmeros lagos pitorescos, como o Lago Mamry, o Lago Śniardwy e o Lago Roś.

## Vegetação
A geografia da Polônia é marcada por uma mistura de planícies, montanhas, áreas costeiras, planaltos e colinas. Essa diversidade de paisagens contribui para a rica biodiversidade do país, sua economia diversificada e oferece uma variedade de oportunidades para atividades recreativas, turísticas e agrícolas. A compreensão da geografia polonesa é essencial para apreciar a beleza e a complexidade deste país vibrante.
A paisagem da Polónia consiste quase inteiramente de terras baixas da planície da Europa do Norte, com uma altitude média de 173 metros, embora os Sudetas (incluindo o Karkonosze) e os Cárpatos (incluindo os montes Tatra, onde se encontra o ponto mais alto da Polónia, o Rysy, com 2 499 m de altitude) formem a fronteira sul. Vários grandes rios atravessam a planície, nomeadamente o Vístula (Wisła), o Óder (Odra), o Varta, e o Bug Ocidental. A Polónia contém ainda mais de 9 300 lagos, especialmente no norte do país. A Masúria (Mazury) é a maior e mais visitada região lacustre da Polónia. Sobrevivem restos das antigas florestas: veja a lista de florestas na Polónia.

## Clima
A Polônia tem um clima temperado, com Invernos frios, encobertos e moderadamente severos, com precipitação frequente, e Verões suaves, com aguaceiros e trovoadas frequentes.

## Cidades
- Cracóvia
- Gdansk
- Poznan
- Varsóvia
- Wroclaw
- Gliwice
- Katowice